# Moribito: Guardian of the Spirit
Moribito: Guardian of the Spirit (яп. 精霊の守り人 Сэйрэй но Морибито) — первый из десяти приключенческих фэнтези-романов Moribito (яп. 守り人) Нахоко Уэхаси. В 2006 году роман транслировали по радио в десяти выпусках. А в 2007 году режиссёр Камияма Кэндзи снял по нему одноимённое аниме. Манга стала выходить уже после показа сериала по телевидению. На английском роман вышел в 2008 году.

## Персонажи
Барса — Профессиональный и квалифицированный воин из далёкой земли Канбал. Утверждает, что была простым телохранителем по найму.
Тягуму — Второй принц Императорской Семьи. Внутри него находится яйцо водного духа. Сначала полагают, что он является перевоплощением демона, побеждённого его предком, первым Императором. Отец Тягуму, убеждённый, что это принесло бы неудачу и разрушение его стране, тайно осуждает его на смерть. Однако, прежде, чем они могли убить его, его мать, Вторая Императрица, наняла Барусу, чтобы скрыть и защитить его. Позже выяснилось, что яйцо является духом, дарующим воду, который восстанавливает землю раз в сто лет. Реальный демон, которого победили его предки, был существом, которое стремится уничтожить яйцо прежде, чем дух сможет появиться.
Танда — Торговец травами, который живёт в горах. У него недостаточно навыков для настоящего шамана, но он — хороший доктор из-за того, что с самого детства лечит Барусу после её многих сражений. Он также работает путешествующим знахарем, торгуя своими травами с местными горожанами.
Торогаи — Старый шаман и учитель Танды. Знает много старых заветов, постоянно взаимодействует с духами. Именно эти отношения позволили ей обнаруживать истинную идентичность духа. Она способна к общению с жителями царства духов через воду.
Дзигуро — Наставник и учитель Барусы, а также её телохранитель. Первоначально был лидером и самым сильным членом отряда охраны короля Канбалы «Девять Копий», но ему пришлось предать свою страну, чтобы спасти жизнь Барусы. После того, как они бежали из Канбалы, их преследовали другие члены отряда. В ряде сражений Дзигуро пришлось убить остальных членов отряда, которые к тому же были его друзьями. Он обучал Барусу владению копьём. Она унаследовала его копьё после того, как он скончался.

### Жители города
Тоя — Мальчик-сирота и друг Барусы. Баруса ему как старшая сестра. Тоя говорит, что пошёл бы «через огонь и воду за Барусой». Позже стало известно, что он и Сая были спасены Барусой. Именно так они и познакомились.
Сая — Девочка-сирота, подруга Тоя. Её хотели забрать в рабство, но Баруса её спасла.
«Голубая рука» — Торговец рабами.

### Жители дворца
Император Микадо — Из-за веры, что Тягуму был охвачен злым духом и что это повлечет за собой страшную засуху, он приказывает, чтобы его убили. Император — единственный, способный убить Тягуму мечом своего предка.
Ни-но-Кисаки — Мать Тягуму (Вторая Императрица).
Сагуму — Первый принц Императорской Семьи, наследник престола, старший брат Тягуму. Он очень любит Тягуму и надеется, что он жив. Его тяготит, что он наследник престола, но он понимает, что должен стать достойным императором для своей страны. Умирает от тяжёлой хронической болезни, после чего Тягуму остаётся единственным наследником.
Суга — Наставник Тягуму. Самый молодой Звездочёт во всей истории. Он — один из трёх человек, знающих об охотниках, которые служат Императору. Именно он пробует исследовать реальную причину водного духа в Тягуму.
Гакаи — Наставник Сагуму.

### Охотники
Мон — Один из сильнейших охотников, лидер.
Дзин — Один из первых охотников, посланных на поиски Тягуму. Несколько лет назад принц Тягуму пожалел его, и он дал обещание, что не забудет это до конца своих дней.
Дзэн — Один из первых охотников, посланных на поиски Тягуму.
Юн — Один из первых охотников, посланных на поиски Тягуму.
Тага
Хёку
Рай
Сун

## Критика
Пол Джексон в статье Heirs and Graces — Moribito: Guardian of the Spirit in the Realm of Japanese Fantasy назвал аниме-сериал одной из наиболее примечательных работ жанра «фэнтези». По его мнению, сеттинг произведения является обратным отражением реальной Японии.